# Tatiana Ariza
Tatiana Ariza Díaz (* 21. Februar 1991 in Bogotá) ist eine kolumbianische Fußballnationalspielerin.

## Karriere
Ariza begann ihre Karriere mit Liga Bogotá und kam im Sommer 2010 mit ihrer Zwillingsschwester Natalia für ihr Studium in die USA. Sie spielt zusammen mit ihrer Schwester in dem Austin Peay Govs Women Soccer Team und wurde im November 2010 als Ohio Valley Conference Freshman of the Year gekürt.

### International
Die Kolumbianerin spielte die U-17-Fußball-Südamerikameisterschaft der Frauen und war die beste Spielerin in der Qualifikation. Kurze Zeit später nahm sie für ihr Heimatland Kolumbien an der U-17-Fußball-Weltmeisterschaft der Frauen 2008 in Neuseeland teil und wurde Most Valuable Player für ihr Land. Es folgte 2010 ihr bislang größter Erfolg auf internationaler Ebene. Sie errang mit der U-20 von Kolumbien den vierten Platz bei der U-20-Fußball-Weltmeisterschaft der Frauen 2010 in Deutschland. Im Juni 2011 wurde sie für die Fußball-Weltmeisterschaft der Frauen 2011 in Deutschland nominiert. Bislang kam Ariza in 12 Spielen für die Kolumbianische Fußballnationalmannschaft der Frauen zum Einsatz und erzielte dabei ein Tor. Bei der WM in Deutschland wurde sie nicht eingesetzt.

## Privates
Ariza stoppte im Alter von 16 ihre junge Fußballkarriere und unterzog sich wegen eines Herzfehlers einer OP. Die Ärzte verboten ihr daraufhin sogar zwischenzeitlich den Profisport.
Ihre Zwillingsschwester Natalia stand mit ihr zusammen im Kader für die U-20-WM, wurde für die WM in Deutschland aber nicht nominiert.